# 그 이름은...
그 이름은...(Le Prenom, What’s in a Name?)은 벨기에에서 제작된 매튜 델라포테 감독의 2012년 코미디 영화이다. 패트릭 브루엘 등이 주연으로 출연하였다.

## 출연

### 주연
- 패트릭 브루엘
- 발레리에 벵귀귀
- 샤를스 베르링

### 조연
- 기욤 드 통케덱
- 프랑수아 파비안